# Samurai Jack
Samurai Jack är en animerad TV-serie skapad av Genndy Tartakovsky som även ligger bakom Dexters laboratorium. Serien började sändas på Cartoon Network augusti år 2001 och visades fram till 2004. Serien innehåller 62 avsnitt indelade i 5 säsonger.
Serien handlar om Jack som är en samuraj som levde i sin egen tid tills en dag den ondskefulle trollkarlen Aku dök upp. Aku höll på att förstöra allt i Jacks omgivning och när Jack skulle gå i angrepp mot Aku så trollade han fram en magisk tidsport där han kastade in Jack i. Jack hamnar då in i en helt annan tid än hans egen. Han befinner sig långt in i framtiden. Det är nu upp till Jack att försöka hitta Aku och besegra honom samt att återvända till sin egen tid igen.